# Дьес Кансеко, Педро
Педро Дьес Кансеко Корбачо (исп. Pedro Díez Canseco Corbacho; 31 января 1815, Арекипа — 3 апреля 1893, Чорильос) — перуанский военный и политический деятель, трижды был временным президентом Перу в 1863, 1865 и 1868 годах.
Стал родоначальником целой династии перуанских политиков: его брат Франсиско также был временным президентом Перу, внук — Виктор Андрес Белаунде — был известным перуанским политиком, а также президентом Генеральной Ассамблеи ООН, а правнук Фернандо Белаунде Терри также был президентом Перу в 1963—1968 и 1980—1985 годах.
По завершении политической карьеры, Педро с головой ушел в частную жизнь. Он умер в преклонном возрасте, в 1893 году.
Сестра Педро Дьеса Кансеко была замужем за другим влиятельным известным политиком того времени — Рамоном Кастильей.